# Lucius Caesennius Paetus
Lucius Junius Caesennius Paetus (mort en 72/73) est un homme politique et général de l'Empire romain, qui est impliqué dans les relations entre les Romains et les Parthes.

## Biographie

### Famille
Il est le fils de Publius Caesennius Paetus, de Tarquinia en Étrurie, et l'arrière-petit-fils paternel de Lucius Caesennius Cento. Il s'est marié avec Flavia, fille de Titus Flavius Sabinus et de sa femme Arrecina Clementina. Leurs enfants sont: 
- Lucius Junius Caesennius Paetus, né vers 45;
- Caesennia, né vers 50;
- Publius Caesennius Sospes, né vers 57[1].

### Carrière
C'est un homo novus.
Lucius Caesennius Paetus est consul ordinaire en 61, avec Publius Petronius Turpilianus pour collègue. Il est alors nommé légat d'Auguste propréteur de la Cappadoce, fonction qu'il exerce à partir de l'année suivante après la fin de son consulat.
Le roi d'Arménie Tigrane VI de Cappadoce, un allié des Romains a envahi l'Adiabène, une région du royaume des Parthes et le résultat est le suivant : Tigrane VI de Cappadoce est repoussé et remplacé par Tiridate Ier d'Arménie, le frère du roi Vologèse Ier.
Rome décline l'offre de Vologèse Ier qui en échange de la paix demandait que les troupes romaines et parthes soient retirées, que Tigrane soit détrôné et que son frère cadet, Tiridate soit reconnu roi. Néron envoie Lucius Caesennius Paetus, gouverneur de Cappadoce, placer l'Arménie sous administration directe de Rome,,. Paetus se révèle toutefois piètre commandant et essuie une défaite humiliante lors de la bataille de Rhandeia en 62.

### La guerre contre les Parthes
Rome ordonne à Lucius Caesennius Paetus d'attaquer les Parthes, celui-ci traverse l'Euphrate et passe en Arménie avec la XII Fulminata commandée par Calvisius Sabinus et la IIII Scythica commandée par Funisulanus Vettonianus, ainsi qu'avec une vexillation de la légion V Macédonica. Il y effectue quelques ravages, mais lors de son retour, le légat de Cappadoce est encerclé dans la ville de Rhandeia avec ses deux légions, qui seront quasiment anéanties. La situation semble très difficile pour Paetus, car les archers sont en mesure de cibler la partie intérieure de la cité, tandis que la présence des cataphractaires ennemis empêche toute sortie. Corbulon, conscient du danger ne se met pas en route immédiatement au point d'être critiqué de le faire intentionnellement. Quand l'appel au secours arrive, il part avec la moitié de ses troupes syriennes et regroupe sur son chemin les troupes dispersées de Paetus en train de fuir. Mais il ne peut empêcher la capitulation de Paetus Le traité qu'il signe est humiliant pour Rome qui doit abandonner tout le territoire et ses troupes sont forcées de faire un triomphe au roi Parthe Vologèse Ier.
Les deux forces romaines se rejoignent sur les rives de l'Euphrate, près de Melitene, au milieu des accusations réciproques. Corbulo refuse de relancer une campagne en Arménie expliquant qu'il n'en a pas le mandat et que l'armée est en trop mauvaise condition. Lucius Caesennius Paetus retourne alors en Cappadoce.
L'année suivante, la direction des troupes revient alors à Corbulon, qui fait entrer une forte armée en Mélitène et par-delà en Arménie, éliminant tous les gouverneurs régionaux soupçonnés d'être pro-parthes.
Corbulon et Tiridate se rencontrent enfin à Rhandeia et commencent des pourparlers de paix. À son arrivée au camp romain, Tiridate retire son diadème royal et le dépose sur le sol, à proximité d'une statue de Néron, acceptant de ne le reprendre que de la main de l'empereur à Rome, à la demande même des Romains. Tiridate est reconnu roi vassal d'Arménie, une garnison romaine s'installe de manière permanente dans le pays, en Sophène, et Rome aidera à la reconstruction d'Artaxata. Corbulon charge son beau-fils Annius Vinicianus d'accompagner Tiridate à Rome et de témoigner de sa propre fidélité envers Néron
Il est gouverneur de Syrie nommé par l'empereur Vespasien de 70 jusqu'à sa mort en 72 ou 73, Marius Celsus lui succède.

## Culture populaire

### Cinéma
- Le film Légionnaire (de Jose Magan, 2020) met en scène le Général Paetus, interprété par Joaquim de Almeida.

### Auteurs modernes
- Christian Settipani, Continuité gentilice et Continuité familiale dans les familles sénatoriales romaines à l'époque impériale, Linacre College, Oxford University, coll. « Prosopographica & Genealogica », 2000, 597 p. (ISBN 1-900934-02-7)

### Auteurs antiques
- Dion Cassius, Histoire romaine, LXII, 21.